# Операция «Несокрушимая свобода» — Африканский рог
Операция «Непокоренная свобода» — Африканский рог (англ. Operation Enduring Freedom – Horn of Africa (OEF-HOA) Operation Enduring Freedom — Horn of Africa (OEF-HOA)) — одна из составных частей операции «Непокоренная свобода», проводимых под эгидой «глобальной войны против терроризма», направленная на ликвидацию военизированных группировок радикальных исламистов и пиратства на территории стран Африканского рога и в Аденском заливе. Официальной зоной проведения операции объявлены: Сомали, Судан, Джибути, Эфиопия, Эритрея, Кения и Сейшельские острова. За пределами этой объединённой совместной операционной зоны ведет операции в Маврикии, Либерии, Руанде, Уганде, Танзании и Коморских островах.
До октября 2008 года операция проводилась под руководством Европейского командования Вооруженных сил США, пока не перешло под юрисдикцию Африканского командования американских вооруженных сил.
В феврале 2007 года президент Соединенных Штатов Джордж Буш объявил о создании Африканского командования Соединенных Штатов, которое в октябре 2008 года взяло на себя всю зону действия CJTF-HOA.
Основным военным компонентом (но не единственным) коалиционных сил является Объединённая международная оперативная группа «Африканский рог» (англ. Combined Joint Task Force — Horn of Africa (CJTF-HOA), на которую возлагаются задачи для достижения целей миссии. 5-й флот США имеет в своем подчинении многонациональную 150-ю Объединённую оперативную группу (англ. Combined Task Force 150 (CTF-150)), что образует военно-морскую компоненту сил, привлекаемую к операции «Непокоренная свобода» — «Африканский рог». Обе эти организации исторически входили в состав Центрального командования США . В целом силы, задействованные в операции, составляют 2000 военнослужащих американских вооруженных сил и стран-союзников и партнеров. Американский вклад в операцию, помимо советников, предметов снабжения и других форм небоевой поддержки, состоит в основном из ударов дронов, нацеленных на «Аш-Шабааб». Другие американские боевые операции включают пилотируемые авиаудары, удары крылатыми ракетами и рейды спецназа.

## Ход операции

### Перехват ракет из Северной Кореи

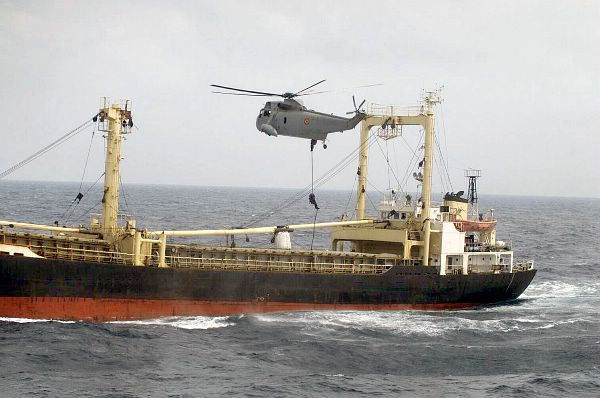
Захват «So San»

9 декабря 2002 года испанский фрегат «Наварра» по просьбе правительства Соединенных Штатов перехватил грузовое судно «Со Сан» без опознавательных знаков в нескольких сотнях миль к юго-востоку от Йемена. Фрегат открыл огонь по носу «So San» после того, как грузовое судно проигнорировало оклики и попыталось уклониться от фрегата. Экипаж грузового судна был северокорейским; на борту было обнаружено 23 контейнера, содержащих 15 полных баллистических ракет «Скад», 15 фугасных боеголовок и 23 контейнера с азотной кислотой (используемой в качестве окислителя для заправки ракет «Скад»). Йемен заявил о праве собственности на груз и выразил протест в связи с перехватом, и официальные лица США освободили судно после получения заверений в том, что ракеты не будут переданы третьей стороне.

### Антипиратские операции
Пираты свирепствуют вдоль побережья Сомали и представляют там опасность для всего судоходства; как таковые, антипиратские операции являются обычной частью операции «„Несокрушимая свобода“ — Африканский рог». Это делается главным образом Объединённой оперативной группой 150 и параллельно с другими независимыми операциями по борьбе с пиратством, проводимыми у берегов Сомали другими странами, такими как Китай, Индия и Россия.

### 2005
Катер береговой охраны Соединенных Штатов USCGC Munro, работающий с британским авианосцем HMS Invincible и эсминцем HMS Nottingham в Аденском заливе, перехватил захваченное судно около полудня 17 марта. Приказ о перехвате был отдан после того, как командующий Центральным командованием Военно-морских сил США (COMUSNAVCENT) получил телефонные сообщения из Центра отчетности о пиратстве Международного морского бюро в Куала-Лумпуре, Малайзия, относительно захвата рыболовного судна «Сиричай Нава 12» под тайским флагом тремя сомалийцами вечером 16 марта, а также факсом, указывающим, что угонщики потребовали 800 000 долларов США в качестве выкупа за экипаж судна.
Командир Объединённой оперативной группы (CTF) 150 поручил «Непобедимому», «Ноттингему» и «Манро» расследовать ситуацию. Команда по посещению, досмотру, поиску и изъятию (VBSS) из Манро поднялась на борт «Сиричай Нава», в то время как команда по высадке на борт из «Ноттингема» отправилась на второе рыболовное судно «Эхват Патана», и находилось на тайском судне. Абордажная команда Манро задержала сомалийцев без инцидентов.
У одного из членов экипажа тайского судна была незначительная рана, которую обработала абордажная команда «Манро». Береговая охрана также обнаружила четыре автоматических орудия в рубке, израсходованные боеприпасы на палубе судна, а также боеприпасы у задержанных подозреваемых. Трое подозреваемых были переведены на «Манро».

### 2006
21 января 2006 года эсминец USS Winston S. Churchill класса «Арли Берк» захватил судно, действовавшее у берегов Сомали, экипаж которого подозревался в пиратстве.
18 марта 2006 года крейсер USS Cape St.George класса «Тикондерога» и эсминец USS Gonzalez класса «Арли Берк» вступили в бой с пиратскими судами после того, как пираты открыли по ним огонь.

### 2007
3 июня 2007 года USS Carter Hall, десантный корабль-док, вступил в бой с пиратами, напавшими на грузовое судно, но не смог их отбить.
28 октября 2007 года эсминец USS Porter открыл огонь по пиратам, захватившим грузовое судно, и вместе с другими судами блокировал порт, в котором пираты пытались укрыться.

### 2010
28 ноября 2010 года помощник госсекретаря США Джендайи Фрейзер объявила, что Соединенные Штаты не намерены вводить войска в Сомали для искоренения «Аль-Каиды».

### 2011
20 января, 14 штурмовых групп PASKAL Королевских ВМС Малайзии атаковали семерых сомалийских пиратов на борту японско-малайзийского грузового судна с химическими веществами «МАУНТ Бунга Лорел», примерно в 300 морских милях (560 км; 350 миль) к востоку от Омана, недалеко от Аденского залива и Аравийского моря, в результате чего 3 пирата были ранены, 4 оставшихся пирата захвачены в плен и освобождены 23 филиппинских заложника после перестрелки на борту судна.
Ранним утром 22 января 15 членов ROKN UDT/SEAL поднялись на борт 11 000-тонного грузового судна для химикатов «Samho Jewelry», которое было захвачено 13 пиратами за шесть дней до этого; убили 8 пиратов и захватили 5 без каких-либо жертв после трех часов интенсивной борьбы с огнем. Все 21 заложник были освобождены, при этом один заложник получил несмертельное огнестрельное ранение в живот.
12 апреля HDMS Esbern Snare перехватила пиратское судно, захватив 34 пирата и освободив 34 заложника. Позже в тот же день HNLMS Tromp открыл огонь по другому пиратскому судну, убив 2 пирата.
Захваченный доу был встречен американским кораблем USS Bainbridge 10 мая, после чего 7 пиратов на борту немедленно сдались. 15 членов экипажа судна утверждали, что они были захвачены шесть месяцев назад, и их корабль использовался в качестве материнского корабля для пиратов.
16 мая американский корабль «USS Stephen W. Groves» вступил в перестрелку с известным пиратским кораблем «Jih Chun Tsai 68». Когда прибыла абордажная команда, они обнаружили 3 мертвых пирата и захватили в плен 2 пирата.

## Погибшие военнослужащие США
С начала операций на Африканском Роге в Джибути в результате инцидентов, не связанных с враждебными действиями, погибли 27 американских военнослужащих.
Четыре американских солдата погибли в результате несчастных случаев в Кении.
Два американских солдата погибли в автокатастрофе в Эфиопии.
Двое военнослужащих США были убиты в Республике Сейшельские Острова и в Оманском заливе соответственно.

## Ссылка
- Operation Enduring Freedom — Horn of Africa (OEF-HOA) Архивная копия от 11 сентября 2021 на Wayback Machine
- Djibouti Архивная копия от 15 сентября 2021 на Wayback Machine
- Combined Joint Task Force — Horn of Africa (CJTF-HOA) Архивная копия от 8 марта 2019 на Wayback Machine
- Combined Joint Task Force — Horn of Africa